# Холодная Заводь
Холо́дная За́водь — посёлок в Макарьевском районе Костромской области. Входит в состав городского поселения город Макарьев.

## География
Посёлок находится в юго-восточной части Костромской области, на левом берегу реки Унжа, на западном берегу озера Старка, на расстоянии приблизительно 2 км (по прямой) к юго-востоку от города Макарьев, административного центра района.

## Население
| 2008 | 2010 | 2014 | 2024 |
| ---- | ---- | ---- | ---- |
| 37   | ↗43  | ↘35  | ↘7   |

### Национальный состав
Согласно результатам переписи 2002 года, в национальной структуре населения русские составляли 97 % из 59 чел.